# Yapton
Yapton – wieś i parafia obywatelska w dystrykcie Arun, w West Sussex, w Anglii. Umiejscowiona jest 4,8 km na północny zachód od Bognor Regis na skrzyżowaniu dróg B2132 i B2233. Parafia zajmuje obszar wielkości 791 hektarów (1 950 akrów). W 2001 roku zamieszkiwały ją 3 522 osoby.
Parafia Yapton leży na nizinie nadbrzeżnej rozciągającej się na południowy zachód od Arundel, pomiędzy South Downs a morzem. W centrum wsi znajduje się pochodzący z ok. XIII wieku kościół parafialny pod wezwaniem Św. Marii Dziewicy. W kościele znajduje się chrzcielnica z XII wieku. We wsi jest szkoła podstawowa.
W skład parafii wchodzą także wsie Bilsham i Flansham.
Przez wieś przebiega nieużywany już Portsmouth and Arundel Canal, który łączył rzekę Arun z portem w Chichester. Kanał ten był częścią bezpiecznej drogi żeglugi pomiędzy Portsmouth a Londynem. Transport morski uznawano za ryzykowny ze względu na ataki Francuzów.

## Urodziłeś się w Yapton?
Istnieje popularny w Sussex żart: "Urodziłeś się w Yapton?" Pytanie to zadaje się, gdy ktoś zapomniał zamknąć drzwi. Uważa się, że dowcip ten nawiązuje do osiemnastowiecznej praktyki zostawiania otwartych lub niezakluczonych drzwi, aby ścigani przemytnicy mogli zostawić towary w najbliższym domu.

## Sławni mieszkańcy
W Yapton wychował się Duncan Goodhew, znany pływak olimpijski. Jedna z ulic we wsi została nazwana jego nazwiskiem (Goodhew Close).